# Episodi di Doug
Questa voce contiene la lista degli episodi della serie televisiva animata Doug.

## Serie Nickelodeon

### Stagione 1
| n° | Titolo originale           | Titolo italiano                        | Prima TV USA | Prima TV Italia |
| -- | -------------------------- | -------------------------------------- | ------------ | --------------- |
| 1  | Doug Can't Dance           | Doug non sa ballare                    |              | 16 gennaio 1995 |
| 1  | Doug Gets Busted           | Doug viene catturato                   |              |                 |
| 2  | Doug Bags a Neematoad      | Doug cattura un Rospostro              |              |                 |
| 3  | Doug's Dog's Date          | Doug e l'appuntamento                  |              |                 |
| 3  | Doug's Big Nose            | Il grosso naso di Doug                 |              |                 |
| 4  | Doug Takes a Hike          | Doug fa un'escursione                  |              |                 |
| 4  | Doug Rocks                 | Doug e il rock                         |              |                 |
| 5  | Doug Can't Dig It          | Doug non lo sopporta                   |              |                 |
| 5  | Doug Didn't Do It          | Non è stato Doug                       |              |                 |
| 6  | Doug is Mayor for a Day    | Sindaco per un giorno                  |              |                 |
| 6  | Doug's No Dummy            | Doug dà spettacolo                     |              |                 |
| 7  | Doug's Cool Shoes          | Nuove super scarpe di Doug             |              |                 |
| 7  | Doug to the Rescue         | Doug supereroe                         |              |                 |
| 8  | Doug Gets His Ears Lowered | Doug si fa abbassare le orecchie       |              |                 |
| 8  | Doug on the Wild Side      | La nonna di Doug                       |              |                 |
| 9  | Doug's Big Catch           | Doug va a pesca                        |              |                 |
| 9  | Doug Needs Money           | Doug ha bisogno di soldi               |              |                 |
| 10 | Doug's Runaway Journal     | Doug e il diario scomparso             |              |                 |
| 10 | Doug's Doodle              | Doug e il ritratto della signora Wingo |              |                 |
| 11 | Doug's Cookin'             | Doug in cucina                         |              |                 |
| 11 | Doug Loses Dale            | Doug babysitter                        |              |                 |
| 12 | Doug is Quailman           | Doug contro Klotzenstein               |              |                 |
| 12 | Doug Out in Left Field     | Doug gioca a baseball                  |              |                 |
| 13 | Doug's Fair Lady           |                                        |              |                 |
| 13 | Doug Says Goodbye          |                                        |              |                 |

### Stagione 2
- Doug Takes the Case
- Doug's Secret Song
- Doug's Got No Gift
- Doug Vs. The Klotzoid Zombies
- Doug's Secret Admirer
- Doug's On TV
- Doug's Dinner Date
- Doug Meets Fentruck
- Doug's On Stage
- Doug's Worst Nightmare
- Doug's Derby Dilemma
- Doug On His Own
- Doug Meets The Rulemeister
- Doug's a Genius
- Doug Saves Roger
- Doug's Big News
- Doug's a Big Fat Liar
- Doug Wears Tights
- Doug On The Trail
- Doug Meets RoboBone
- Doug Pumps Up
- Doug Goes Hollywood
- Doug's Hot Ticket
- Doug's Dental Disaster
- Doug's Lost Weekend
- Doug's Lucky Hat

### Stagione 3
- Doug's Fat Cat
- Doug and Patti P.I.
- Doug is Slave for a Day
- Doug Rocks The House
- Doug's Comic Collaboration
- Doug's Pet Capades
- Doug's Career Anxiety
- Doug's Big Brawl
- Doug's Huge Zit
- Doug Flies A Kite
- Doug and the Weird Kids
- Doug's Behind The Wheel
- Doug's New Teacher
- Doug On First
- Doug's Cartoon
- Doug's Monster Movie
- Doug's Hot Property
- Doug & The Little Liar
- Doug Inc.
- Doug's Nightmare on Jumbo St.
- Doug's Shock Therapy
- Doug Is Hamburger Boy
- Doug and the Yard of Doom
- Doug's Garage Band
- Doug's Great Beet War
- Doug's Magic Act

### Stagione 4
- Doug's Math Problem
- Doug's Big Feat
- Doug's Bum Rap
- Doug & Patti Sittin' in a Tree
- Doug Door to Door
- Doug Tips The Scale
- Doug En Vogue
- Doug's Mail Order Mania
- Doug's Birthday Present
- Doug's Fan Club
- Doug Runs
- Doug Clobbers Patti
- Doug's Treasure Hunt
- Doug's Brainy Buddy
- Doug Ripped Off!
- Doug's Babysitter
- Doug's in the Money
- Doug's Sister Act
- Doug Throws a Party
- Doug Way Out West
- Doug Graduates
- Doug's Bad Trip
- Doug's Halloween Adventure
- Doug's Christmas Story

## Serie Disney

### Stagione 5
| n° | Titolo originale            | Titolo italiano           | Prima TV USA | Prima TV Italia |
| -- | --------------------------- | ------------------------- | ------------ | --------------- |
| 1  | Doug's Last Birthday        |                           |              | 4 ottobre 1998  |
| 2  | Doug's New School           | Un nome per la scuola     |              |                 |
| 3  | Doug Grows Up               | Diventare grande          |              |                 |
| 4  | Doug's Hoop Nightmare       |                           |              |                 |
| 5  | Doug: A Limited Corporation |                           |              |                 |
| 6  | Doug's in Debt!             |                           |              |                 |
| 7  | Doug's Big Comeback         | L'umorismo di Doug        |              |                 |
| 8  | Doug's Bloody Buddy         |                           |              |                 |
| 9  | Doug's Patti Beef           |                           |              |                 |
| 10 | Doug Directs                | Doug diventa regista      |              |                 |
| 11 | Doug's Movie Madness        |                           |              |                 |
| 12 | Doug's Brain Drain          |                           |              |                 |
| 13 | Doug: The Big Switch        | Il grande scambio         |              |                 |
| 14 | Doug Gets His Wish          | Sogni e realtà            |              |                 |
| 15 | Doug's Secret Christmas     | Il più bel Natale di Doug |              |                 |
| 16 | Doug's Hot Dog              | Cucciolo extraterrestre   |              |                 |
| 17 | Doug's Great Opportoonity   |                           |              |                 |
| 18 | Doug Gets a Roommate        |                           |              |                 |
| 19 | Doug Gets Booked            | Doug topo di biblioteca   |              |                 |
| 20 | Doug's Minor Catastrophe    | Una merendina pericolosa  |              |                 |
| 21 | Doug's Big Panic            | Il bacio                  |              |                 |
| 22 | Doug's Hairy Situation      | Calvo e bello             |              |                 |
| 23 | Doug: Oh, Baby              |                           |              |                 |
| 24 | Doug's Disappearing Dog     |                           |              |                 |
| 25 | Doug's Mural Mania          |                           |              |                 |
| 26 | Doug on the Road            |                           |              |                 |

### Stagione 6
| n° | Titolo originale                       | Titolo italiano              | Prima TV USA | Prima TV Italia |
| -- | -------------------------------------- | ---------------------------- | ------------ | --------------- |
| 1  | Doug's Secret of Success               | Il successo nella vita       |              |                 |
| 2  | Doug's Friend's Friend                 | Al cuor non si comanda       |              |                 |
| 3  | Doug's Chubby Buddy                    | L'amica cicciottella         |              |                 |
| 4  | Doug: Quailman VI: The Dark Quail Saga | La saga della quaglia oscura |              |                 |
| 5  | Judy, Judy, Judy                       | Una star a scuola            |              |                 |
| 6  | Doug's Dougapalooza                    | Doug e la rockstar           |              |                 |
| 7  | Doug Gets it All                       |                              |              |                 |
| 8  | Doug's Thanksgiving                    | Il giorno del ringraziamento |              |                 |

### Stagione 7
| n° | Titolo originale                       | Titolo italiano              | Prima TV USA | Prima TV Italia |
| -- | -------------------------------------- | ---------------------------- | ------------ | --------------- |
| 1  | Doug's Midnight Kiss                   | Baci baci                    |              |                 |
| 2  | Doug's Older Woman                     | Con chi esci Doug?           |              |                 |
| 3  | Doug Gets Right Back On!               | Doug e il bicimostro         |              |                 |
| 4  | Quailman VII: Quaildad                 | Un papà rockettaro           |              |                 |
| 5  | Doug's in the Middle                   | Attenti al pappagallo        |              |                 |
| 6  | Night of the Living Dougs              | Tutti come Doug              |              |                 |
| 7  | Doug's Dream House                     | Settimana con Patti          |              |                 |
| 8  | Quailman Takes the Blame               |                              |              |                 |
| 9  | Doug and the Bluffington Five          |                              |              |                 |
| 10 | Quailman Vs. Supersport                | Quagliaman contro Superman   |              |                 |
| 11 | Doug's Concert Crisis                  |                              |              |                 |
| 12 | Quailman Vs. the Annoying S.T.U.A.R.T. | La conquista di Megalopolis  |              |                 |
| 13 | Quailman vs. the Whackhammer           |                              |              |                 |
| 14 | Judy's Big Admission                   | Scambio di talenti           |              |                 |
| 15 | Quailman Vs. the Quizzler              |                              |              |                 |
| 16 | Doug's Sour Songbird                   |                              |              |                 |
| 17 | Doug's Best Buddy                      | Lezione di amicizia          |              |                 |
| 18 | Quailman and the Quintuple Quandary    | Esame di ronfaggio           |              |                 |
| 19 | Quailman's Bad Hair Day                |                              |              |                 |
| 20 | Doug: Beebe Goes Broke                 |                              |              |                 |
| 21 | Quailman and the L.U.B.                |                              |              |                 |
| 22 | Patti's Dad Dilemma                    | Il dilemma del papà di Patti |              |                 |
| 23 | Quailman: The Un-Quail Saga            |                              |              |                 |
| 24 | Doug Cuts School                       | Doug marina la scuola        |              |                 |
| 25 | Quailman Vs. the Triad of Terror       |                              |              |                 |
| 26 | Doug Plays Cupid                       |                              |              |                 |
| 27 | Doug: I, Rubbersuit                    |                              |              |                 |
| 28 | Doug's Adventures On-Line              |                              |              |                 |
| 29 | Quailman Vs. the Little Rubber Army    |                              |              |                 |
| 30 | Doug's Grand Band Plan                 |                              |              |                 |
| 31 | Doug's Marriage Madness                |                              |              |                 |